# Romualdo Palberti
Romualdo Palberti (Lanzo Torinese, 31 maggio 1846 – Torino, 12 aprile 1922) è stato un avvocato e politico italiano.

## Commemorazione
(Senato del Regno, Atti parlamentari. Discussioni, 9 maggio 1922)